# Franz Günther von Stockert
Franz Günther Ritter von Stockert (* 9. Januar 1899 in Wien; † 25. Februar 1967 in Frankfurt am Main) war ein Psychiater mit österreichischer und ab 1928 deutscher Staatsbürgerschaft. Er war Professor an den Universitäten Halle-Wittenberg, Frankfurt und Rostock und gilt als Mitbegründer der Kinder- und Jugendpsychiatrie in Deutschland.

## Leben

### Familie
Franz-Günther Ritter von Stockert war der Sohn des österreichischen Regierungsrates Leopold Ritter von Stockert (1860–1938) und dessen Frau, der Schriftstellerin Dora von Stockert-Meynert (1870–1947). Das Paar hatte zudem drei Töchter. Sein Großvater mütterlicherseits war der Psychiater und Neuroanatom Theodor Meynert (1833–1892). Franz-Günther Ritter von Stockert war mit Lisette Anton (1907–1977), Tochter des Psychiaters Gabriel Anton (1858–1933), verheiratet. Das Paar hatte vier Kinder.

### Frühe Jahre: Ausbildung und Beginn der akademischen Laufbahn
Von Stockert legte 1917 am Stiftsgymnasium Kremsmünster seine Matura ab und trat anschließend in den Militärdienst ein. Nach dem Ende des Ersten Weltkrieges 1918 nahm er an der Universität Wien ein Medizinstudium auf, das er 1924 mit der Promotion beendete. Ab Februar 1923 war Stockert in der Wiener Heil- und Pflegeanstalt für Psychiatrie „Am Steinhof“ tätig. Im Herbst 1924 trat er eine Stelle an Nervenklinik der Universität Wien an. 1926 wechselte er an die von Gabriel Anton geleitete Nervenklinik der Universität Halle. In Halle habilitierte er sich 1928 mit der Schrift Über Umbau und Abbau der Sprache bei Geistesstörung und wurde 1935 zum außerordentlichen Professor berufen. 1935/1936 war er in der neurochirurgischen Abteilung der Universität Würzburg tätig. 1937 ging von Stockert an die Universität Frankfurt, wo er für einige Monate die Kinderabteilung der Universitätsnervenklinik leitete. Im Juni 1937 ließ er sich in nervenärztlicher Praxis in Frankfurt nieder.

### Zeit des Nationalsozialismus und Nachkriegszeit
Über Stockerts Werdegang während der Zeit des Nationalsozialismus und den ersten Nachkriegsjahren liegen zum Teil abweichende biographische Aussagen vor. Diese beruhen unter anderem auf unterschiedlichen Angaben Stockerts, zum einen aus dem DDR-Gerichtsverfahren, zum anderen aus seiner westdeutschen Personalakte.
Stockert wurde 1933 Mitglied der SA und des Nationalsozialistischen Lehrerbundes (NSLB). Am 30. Juli 1937 beantragte er die Aufnahme in die NSDAP und wurde rückwirkend zum 1. Mai aufgenommen (Mitgliedsnummer 5.116.037).
Am Zweiten Weltkrieg nahm Stockert von 1939 an als Militärarzt teil. Von Juli 1940 bis 1942 war er Beratender Psychiater der 1. Armee, anschließend gehörte er bis Dezember 1944 der Heeresgruppe Mitte an. Er hatte ab 1942 den Rang eines Oberstabsarztes inne, ab 1944 den eines Oberfeldarztes. Von 1939 bis 1945 hatte er zudem die Position eines außerplanmäßigen Professors an der Frankfurter Universität inne.
Nach kurzer amerikanischer Gefangenschaft kehrte Stockert im Juli 1945 nach Frankfurt am Main zurück, wo er wegen seiner NSDAP-Mitgliedschaft zunächst entlassen wurde. Er praktizierte bis Ende 1948 in eigener Niederlassung und hatte anschließend eine Stelle als Dozent für Kinderpsychiatrie an der Universität inne. Im Rahmen der Entnazifizierung wurde Stockert als „entlastet“ eingestuft.

### Tätigkeit in der DDR: Die Rostocker Jahre
Aufgrund der zunehmenden zentralistischen Einflussnahme auf die Universitäten und Politisierung der Wissenschaft (Zweiten Hochschulreform 1951/52) durch die Sozialistische Einheitspartei Deutschlands (SED) verließ 1953 Hans Heygster (1905–1961), Lehrstuhlinhaber für Psychiatrie und Neurologie an der Universität Rostock, das Land. Aufgrund des Fach- und Lehrkräftemangel in der DDR war eine Besetzung des Lehrstuhls mit einem ideologisch wie fachlich gleichermaßen geeigneten Nachfolger nicht möglich. Erst am 1. September 1954 wurde nach langen Verhandlungen Stockert nach Rostock berufen. Die Klinik war zwischenzeitlich von Gerhard Göllnitz kommissarisch geleitet worden.
Kollegen Stockerts, die in der DDR tätig waren, hatten ihn vor der Übernahme des Lehrstuhls für Neurologie und Psychiatrie in Rostock gewarnt. Rückblickend stellte er um 1958 fest, die politische Situation nach dem Aufstand vom 17. Juni 1953 unzureichend eingeschätzt zu haben, sie erschien ihm „etwas befriedeter“, er ging von „zu Kompromissen geneigten […] Behörden“ aus.
Im Juli 1957 kündigte das Staatssekretariat für Hochschulwesen in Berlin den Vertrag mit Stockert mit Wirkung zum 31. August 1957 und berief sich darauf, dass Stockert keine DDR-Staatsbürgerschaft annehmen wollte, eine Forderung, die im Vertrag nicht festgelegt war. Zuvor hatte Stockert mehrfach Kritik an den gesellschaftlichen Verhältnisse in der DDR geübt. Ein Inoffizieller Mitarbeiter (IM) mit dem Decknamen „Schneider“, der Assistenzarzt an der Klinik war, trug dem Ministerium für Staatssicherheit (MfS) Interna zu. Auch das Verhältnis Stockert zu seinem Kollegen und Vorgänger im Amt, Gerhard Göllnitz, war belastet. Die Streitpunkte machten sich zum einen an unterschiedlichen politischen Positionen fest, zum anderen an gegenseitigen Vorwürfen zur Durchführung von Forschungsvorhaben.
Mit dem Ziel, den „Machtbereich“ Stockerts „einzuschränken“ wurde im Dezember 1957 vom Staatssekretariat eine Aufteilung des Lehrstuhls in insgesamt drei Lehrstühle verfügt, obwohl die finanzielle und personelle Situation derartige Umstellungen nicht zuließ und die Fakultät sich ablehnend positionierte. Im Rahmen dieser Änderungen wurde am 1. März 1958 Gerhard Göllnitz die Leitung der Abteilung für Kinder- und Jugendpsychiatrie übertragen, zudem erhielt er kommissarisch den Lehrstuhl für Psychiatrie. Eine diskutierte Berufung Stockerts an die Universitäten in Halle und Jena, der er aufgeschlossen gegenüberstand, wurde ihm verweigert.
Am 31. März 1958 wurde von Stockert von der Staatssicherheit verhaftet. Das Gerichtsverfahren gegen ihn am Bezirksgericht Rostock wurde am 7. Mai 1958 eröffnet. Die Anklageschrift beschuldigt Stockert „staatsgefährdende Hetze gegen unsere volksdemokratische Ordnung betrieben zu haben, indem er fortgesetzt gegen andere Rassen, gegen die Arbeiter- und Bauernmacht sowie gegen ihre Organe und gesellschaftlichen Organisationen und gegen Bürger wegen ihrer gesellschaftlichen Tätigkeit hetzte … Weiterhin hat er wahrheitswidrig behauptet, daß die DDR bald pleite sei, weil sie sich mit der Herstellung von Atombomben beschäftigt. Darüber hinaus bezeichnete er führende Mitglieder unserer Regierung als Lumpen und Lügner und machte abfällige Äußerungen gegen Mitglieder der Partei der Arbeiterklasse.“ In der Anklageschrift wurden Stockert auch antisemitische Äußerungen vorgeworfen. Obwohl die Staatsanwaltschaft zahlreiche Anklagepunkte fallenlassen musste, wurde Stocker am 20. Mai 1958 vom Bezirksgericht Rostock aufgrund von „Staatsverleumdung“ zu einer Haftstrafe von einem Jahr verurteilt. Im Berufungsverfahren verhängte das Oberste Gericht der DDR (OG) eine einjährige Haftstrafe aufgrund von „Propaganda und Hetze“, zudem wurden Stockert eine zweijährige Bewährungsstrafe und die Kosten des Verfahrens auferlegt.
Die DDR strebte nach internationaler Anerkennung als souveräner Staat und sah sich mit der ausführlichen Berichterstattung über den Prozess gegen den Psychiater konfrontiert. Sowohl in der bundesdeutschen Presse als auch in ausländischen Zeitungen wurde die Verhaftung Stockerts thematisiert. Zahlreiche Wissenschaftler aus der Bundesrepublik und dem westlichen Ausland, aber auch Ärzte aus der DDR, setzten sich schriftlich für den Angeklagten ein. Am 25. Juli 1958 verließ Stockert die DDR.

### Späte Karriere in der Bundesrepublik Deutschland, Nachwirkung
Nach seiner Flucht aus der DDR kehrte Franz Günter von Stockert nach Frankfurt am Main zurück. Er wurde erneut als Dozent an der Universität tätig, 1960 wurde er zum Wissenschaftlichen Rat ernannt, 1964 erfolgte die Berufung zum außerordentlichen Professor für Kinderpsychiatrie. Er wurde 1967 emeritiert und starb am 25. Februar 1967 in Frankfurt.
Noch 1958 verließ auch Stockerts Kollege Werner Schulze, der die Rostocker Universitätshautklinik geleitet hatte, das Land und kehrte nach Freiburg im Breisgau zurück. Das Urteil gegen Stockert wurde im selben Jahr von der Generalstaatsanwaltschaft Frankfurt am Main für unzulässig erklärt. Nach der Deutschen Wiedervereinigung hob das Landgericht Rostock 1995 das Urteil von 1958 auf und rehabilitierte den Psychiater posthum.

## Wirken
Franz Günter von Stockerts Interesse galt insbesondere der Kinder- und Jugendpsychiatrie. In dieser jungen Disziplin hatte er zahlreiche Positionen in Fachvereinigungen inne, darunter jene des Vorsitzenden der Deutschen Vereinigung für Jugendpsychiatrie und die des Präsidenten der Union Europäischer Pädopsychiater. Weiterhin war er Leiter der Deutschen Gesellschaft für Sexualforschung.

## Veröffentlichungen (Auswahl)
- Über Umbau und Abbau der Sprache bei Geistesstörung. Karger, Berlin 1929. (Habilitationsschrift)
- Einführung in die Psychopatholoqie des Kindesalters. 1. Auflage. Urban & Schwarzenberg, Berlin 1939. (bis 4. Auflage 1967)
- Die Sexualität des Kindes. Enke, Stuttgart 1958.